# Bayantaohai
Bayantaohai (kinesiska: 巴彦套海, 巴彦套海镇) är en köping i Kina. Den ligger i den autonoma regionen Inre Mongoliet, i den norra delen av landet, omkring 300 kilometer väster om regionhuvudstaden Hohhot.
Genomsnittlig årsnederbörd är 322 millimeter. Den regnigaste månaden är juni, med i genomsnitt 88 mm nederbörd, och den torraste är januari, med 1 mm nederbörd.